# Falls River Falls
Die Falls River Falls sind ein Wasserfall im Abel-Tasman-Nationalpark auf der Südinsel Neuseelands. Er liegt im Lauf des Falls River, der einige Kilometer Meter hinter dem Wasserfall in die Sandfly Bay mündet, eine Nebenbucht der Tasman Bay / Te Tai-o-Aorere. Seine Fallhöhe beträgt rund 7 Meter.
An der Torrent Bay zweigt vom Abel Tasman Coast Track der Falls River Track nach Nordnordwesten ab. Der Wasserfall ist eine einladende Badestelle und liegt am Ende dieses Wanderwegs, über den er in etwa zwei Stunden erreichbar ist. Dabei bietet sich nach etwa der Hälfte der Zeit auch ein Besuch der Cascade Falls an.